# Peugeot 908 HDi FAP
La Peugeot 908 HDi FAP è una vettura Sport Prototipo da competizione, costruita dalla casa automobilistica francese Peugeot secondo le norme ACO classe LM-P1 per gareggiare nella 24 Ore di Le Mans; ha partecipato al campionato Le Mans Series e ha preso parte occasionalmente ad alcune prove dell'American Le Mans Series.

## Contesto
Il 14 giugno 2005 la Peugeot, tramite il suo amministratore delegato Frederic Saint-Geours, annunciò l'intenzione di ritirarsi a fine anno dal Campionato del mondo rally in cui gareggiava con la Peugeot 307 WRC, per intraprendere un nuovo programma sportivo avente come obiettivo la vittoria della 24 Ore di Le Mans con un prototipo spinto da un motore diesel. L'azienda francese tornava quindi a competere nelle corse endurance dopo la proficua esperienza nei primi anni novanta con la Peugeot 905, questa volta però a scopo di marketing con un motore alimentato a gasolio (considerando la consistente percentuale di unità diesel messe in commercio dalla Peugeot) con l'intento di sviluppare soluzioni tecnologiche da trasmettere in seguito alla produzione di serie.

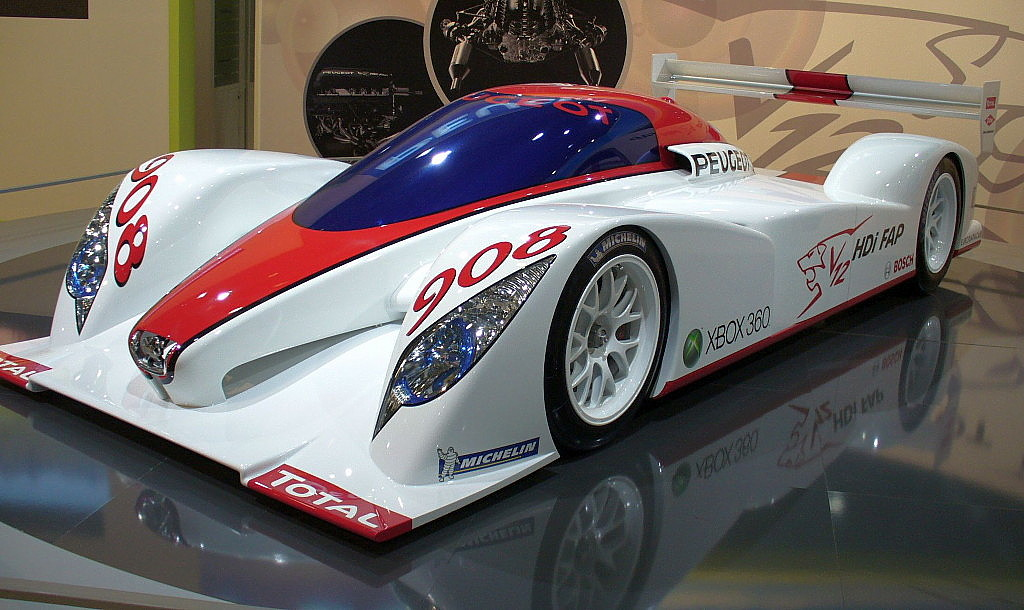
Il manichino della Peugeot 908 presentato nel 2006

La Peugeot 908 HDi FAP è stata concepita dalla Peugeot Sport sotto la direzione tecnica di Bruno Famin, il quale assunse il suo incarico il 1º ottobre 2005. Al progetto contribuirono anche Jean-Marc Schmit, responsabile per la parte telaistica e Patrice Lacour, capo officina, già operativi in seno alla Peugeot Sport al momento del varo del programma. Il progetto iniziò realmente nel gennaio 2006 con l'arrivo di nuovi tecnici: Paolo Catone venne nominato capo progettista, Claude Guillois responsabile per la parte motoristica e Guillaume Cattelani responsabile della veste aerodinamica.

Il 15 giugno 2006 presso il Circuit de la Sarthe nei giorni antecedenti la 24 Ore di Le Mans, la Peugeot presentò il motore V12 HDi FAP che avrebbe poi spinto i suoi prototipi LMP1. Nell'ottobre 2006 al Salone dell'automobile di Parigi venne esposto al pubblico il prototipo statico e camuffato della futura 908, svelando che la vettura avrebbe avuto una conformazione coupé, diversamente dagli altri prototipi dell'epoca che avevano carrozzeria roadster.
La presentazione della 908 in veste definitiva e marciante avvenne il 10 gennaio 2007 presso la pista di prova di proprietà della Peugeot a Mortefontaine, sull'anello dell'alta velocità, con giornalisti e fotografi assiepati sul rettilineo, mentre dalla curva parabolica uscirono 6 Peugeot 407 ciascuna guidata dai piloti titolari (Stéphane Sarrazin, Nicolas Minassian, Sébastien Bourdais, Pedro Lamy, Marc Gené e Jacques Villeneuve) e nel mezzo la 908 HDi FAP con livrea nero carbonio pilotata dal collaudatore Éric Hélary che parcheggiò la vettura dinnanzi ai giornalisti. Si tratta della seconda vettura alimentata a gasolio realizzata appositamente per puntare alla vittoria assoluta della 24 Ore di Le Mans dopo la pioniera Audi R10 TDI.

## Tecnica

### Motore
Il prototipo è mosso da un motore V12 turbodiesel denominato HDi, con un angolo di 100º fra le due bancate di cilindri, questo per abbassare maggiormente il baricentro del propulsore. Realizzato in lega leggera, ha una cilindrata di 5.500 cm³, le testate sono a quattro valvole per cilindro azionate tramite una distribuzione con doppio albero a camme in testa, è sovralimentato per mezzo di due turbocompressori Garrett collegati a due intercooler e dispone di un sistema di iniezione diretta common rail fornito dalla Bosch, è in grado di sviluppare oltre 700 CV di potenza massima e 1.200 Nm di coppia massima. In base al regolamento, questa unità è dotata di due flange da 40,3 mm poste sui collettori di aspirazione e di due valvole pop-off che agiscono sui turbocompressori con una pressione massima di 2,94 bar, questo al fine di limitare la potenza massima mediante la limitazione della quantità d'aria necessaria alla combustione interna. I collettori di scarico sono dotati di filtro antiparticolato FAP, utilizzato per ridurre le emissioni inquinanti. Questo propulsore ha un sistema di raffreddamento a liquido per mezzo di due radiatori, collocati uno per ciascun lato dell'abitacolo sulle pance laterali assieme ad altrettanti radiatori dell'olio motore. 

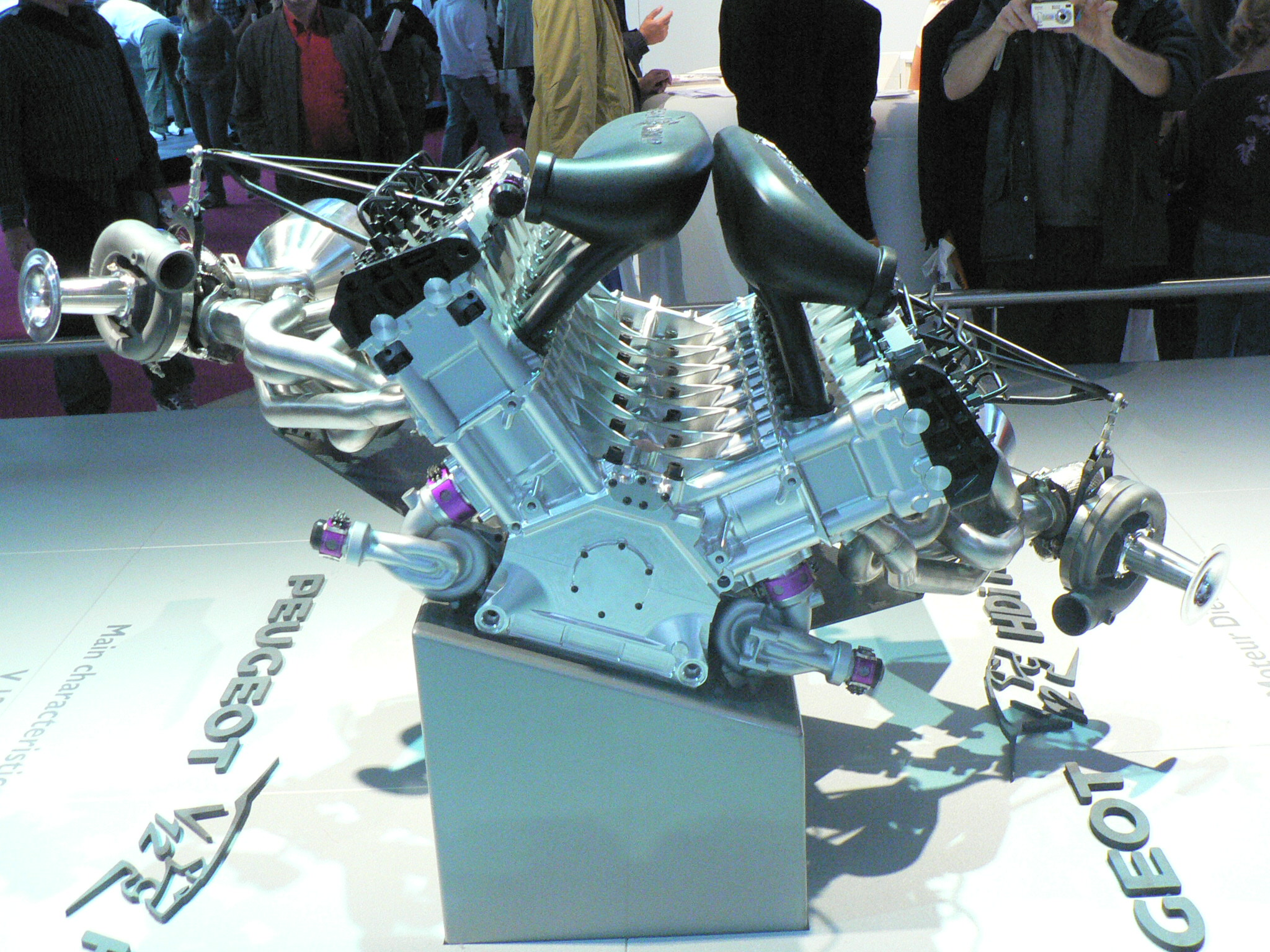
Il motore V12 HDi FAP

La 908, essendo una vettura LMP1 coupé, monta obbligatoriamente un sistema di aria condizionata necessario per evitare una temperatura superiore ai 32 °C all'interno dell'abitacolo (in quanto un calore eccessivo sarebbe rischioso per il pilota). La Peugeot utilizza una presa di forza alla fine del cambio che aziona un compressore. Per compensare l'energia assorbita per il funzionamento di questo accessorio, l'ACO consente delle flange sui condotti di aspirazione più larghe di 0,4 mm rispetto a quelle di una sport aperta, come la coetanea rivale Audi R10 TDI (di pari cilindrata e alimentazione). 
Nel 2009, l'ACO applica dei correttivi per diminuire la potenza dei motori diesel superiore a quella dei benzina, il nuovo regolamento tecnico impone una pressione massima di sovralimentazione di 2,75 bar e due air restrictor con un diametro di 38,3 mm (37,9 mm invece per le sport aperte prive di aria condizionata nell'abitacolo).
Nel 2010, per regolamento viene ridotta la larghezza delle flange che passa a 37,8 mm; anche la pressione di sovralimentazione è stata diminuita con un limite massimo di 2,59 bar.
L'anno seguente, l'ACO introduce nuovi regolamenti tecnici volti alla riduzione delle potenze, perciò i nuovi prototipi LMP1 sono dotati di motori di cilindrata e frazionamento inferiore, la 908 come altre vetture costruite secondo le precedenti normative possono ancora gareggiare in via transitoria nel 2011, ma con determinate restrizioni: il serbatoio del carburante è limitato ad una capienza di 66 litri mentre il motore viene depotenziato con flange da 33,5 mm e con una pressione di sovralimentazione massima di 2,00 bar.

### Trasmissione
Il motore posteriore longitudinale trasmette la propria potenza alle ruote motrici posteriori tramite una frizione multidisco cerometallico e un cambio longitudinale, sequenziale a 6 rapporti (più retromarcia) a comando elettropneumatico con palette attuatrici poste sul volante. La scatola del cambio, fornita dallo specialista inglese Ricardo, è realizzata in lega di alluminio ed è collegata ad un differenziale autobloccante a slittamento controllato.

### Aerodinamica
La 908 è il primo prototipo coupé ad essere schierato dopo la Bentley Speed 8, vincitrice a Le Mans nel 2003, ultima sport con il tetto a gareggiare. I progettisti Peugeot optano per una sport chiusa per una questione di continuità con la progenitrice Peugeot 905, ma anche in vista di alcune proposte tecniche annunciate dall'ACO nel 2006, che prevedevano a partire dal 2010 l'utilizzo solo di sport-prototipi coupé per la classe regina.

La conformazione chiusa di questa vettura consente di realizzare un telaio più rigido grazie al montante posto sul parabrezza, anche il profilo aerodinamico ne giova risultando migliore rispetto ad una sport aperta.
Per la 24 Ore di Le Mans 2008 viene schierata una versione evoluzione, in cui la carrozzeria del cofano motore è più rastremata, la coda ha un profilo più basso, diverse sono anche le 2 prese d'aria dinamiche motore/freno poste d'innanzi alle ruote posteriori, ora più in alto e di sezione ogivale.
Nel 2009, l'ACO apporta ulteriori correttivi al regolamento tecnico, riducendo la larghezza dell'alettone posteriore a 1.600 mm in luogo dei precedenti 2.000 mm. In occasione della 24 Ore di Le Mans, la Peugeot schiera tre vetture con aggiornamenti aerodinamici al diffusore anteriore con paratia che copre le precedenti presa d'aria fra i braccetti superiori e inferiori delle sospensioni anteriori, convogliando il flusso d'aria al di sopra delle sospensioni soluzione che verrà poi utilizzata esclusivamente su tale circuito.

### Telaio e corpo vettura
Il telaio della vettura è una monoscocca realizzata in fibra di carbonio progettata dall'ingegnere italiano Paolo Catone; dello stesso materiale è la carrozzeria ed il peso della vettura si attesta sui 925 kg.
Le sospensioni sono del tipo a ruote indipendenti, hanno uno schema a triangoli sovrapposti con puntoni diagonali (push rod) sia all'avantreno che al retrotreno con barre antirollio regolabili, lo sterzo è a cremagliera e servoassistito elettricamente.
Monta pneumatici Michelin radiali su cerchi BBS in magnesio, le ruote anteriori misurano 13,5" di larghezza x 18" di diametro con un battistrada da 33/68-18", le posteriori 14,5"x18" con 37/71-18".
L'impianto frenante fornito dalla Brembo è composto da dischi freno in carbonio del diametro di 380 mm all'anteriore e di 355 mm al posteriore con pinze freno monoblocco in lega leggera a 6 pompanti, con una ripartizione di frenata regolabile dal pilota. Il serbatoio del carburante per regolamento ha una capacità massima di 90 litri di gasolio. Il parabrezza è realizzato in policarbonato, come le portiere dell'abitacolo che hanno un'apertura di tipo "a farfalla"
Nella stagione agonistica 2008, l'apporto di diversi affinamenti tecnici consentono di rientrare sotto i 900 kg di peso, nel 2009 invece il regolamento tecnico impone per i prototipi diesel un peso minimo di 930 kg.
Dal 2006 al 2010 in totale sono stati costruiti 10 telai, di cui il #1 non è mai stato impiegato in gara ma solo nei test di sviluppo.

### Peugeot 908 Hybrid
Nel settembre 2008, in occasione della 1000 km di Silverstone, viene presentata la 908 HY. Si tratta di una versione ibrida del prototipo francese, il cui scopo è quello di sviluppare nelle competizioni la soluzione tecnica della propulsione endotermica accoppiata ad un propulsore elettrico, a cui molte case automobilistiche guardano con molto interesse per quanto riguarda la produzione di serie.

La vettura è dotata di un sistema di recupero dell'energia cinetica durante le fasi di frenata, del tutto simile al KERS di Formula 1, che aziona un motore elettrico da 60 kW (80 CV), l'energia prodotta alimenta 10 batterie composte da 600 celle agli ioni di litio.

La 908 Hybrid può così muoversi in modalità totalmente elettrica (ad esempio per percorrere la corsia box), con l'ausilio del solo motore V12 turbodiesel, oppure in modalità ibrida. In quest'ultima configurazione i vantaggi stanno in un'ulteriore spinta di 80 CV per circa 20 secondi quando richiesto (utile nei sorpassi), oppure nella diminuzione dei consumi di gasolio compresa tra il 3% ed il 5%.

La 908 Hybrid era stata studiata in previsione di aperture regolamentari che permettessero di gareggiare a vetture dotate di propulsione ibrida, cosa poi consentita a partire dal 2009, tuttavia senza la possibilità di raccogliere punti validi per la classifica del campionato, perciò non fu mai schierata in gara.

## Risultati sportivi

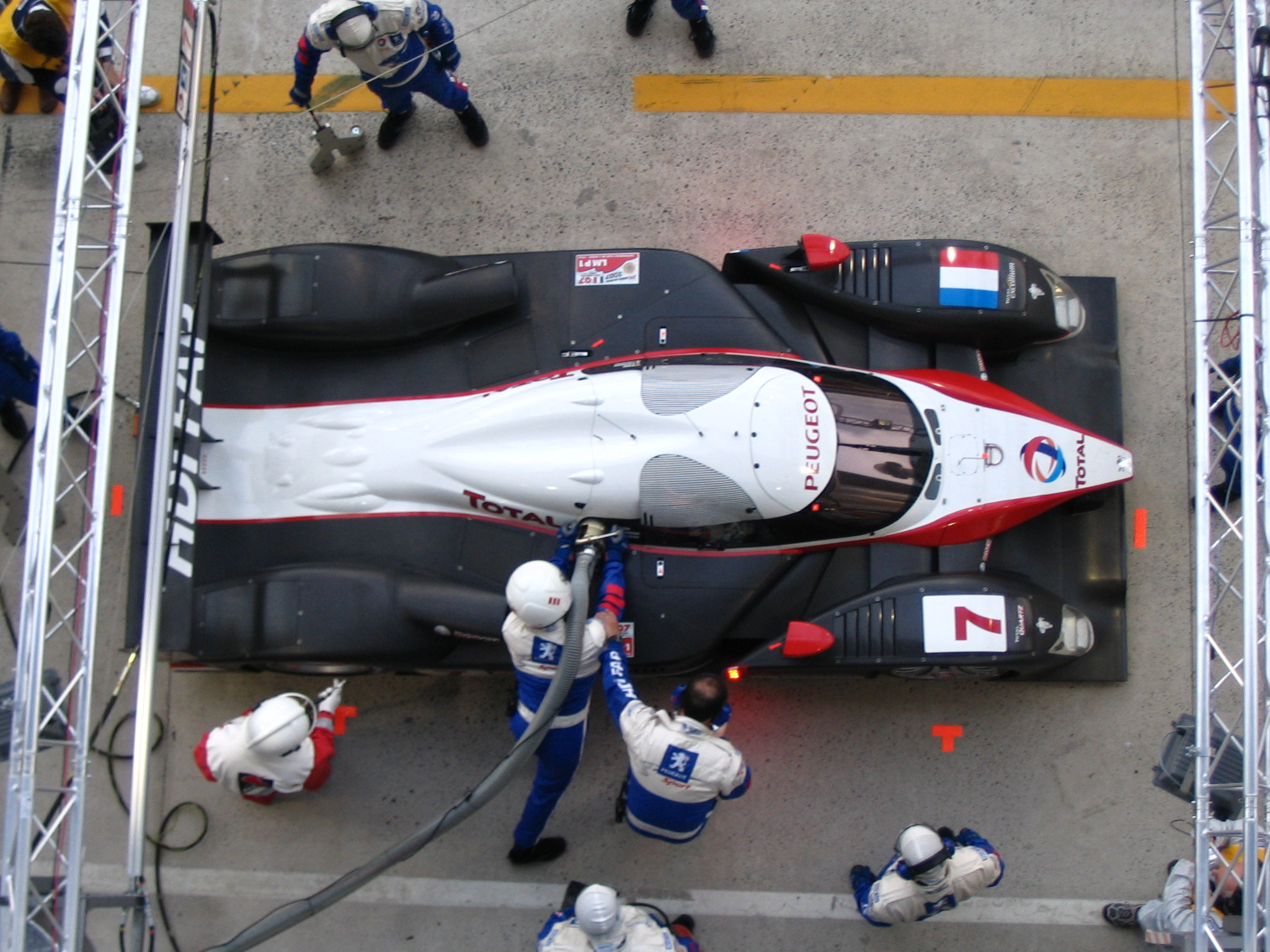
La Peugeot 908 durante un rifornimento alla 24 Ore di Le Mans 2007

### Stagione sportiva 2007
La 908 viene presentata nel gennaio 2007. Con questa vettura la Peugeot punta a vincere principalmente la 24 Ore di Le Mans ma partecipa comunque anche al campionato europeo Le Mans Series, nel quale fa il proprio debutto ufficiale a maggio in occasione della prima prova di campionato, la 1000 km di Monza, gara che viene vinta agevolmente. 
Alla 24 Ore di Le Mans 2007, la 908 conquista la pole position davanti all'Audi R10, ma durante la gara i prototipi francesi non riescono a tener testa alle barchette tedesche, accusando anche qualche inconveniente di gioventù; il risultato finale è comunque positivo dato che vede la 908 dell'equipaggio Stéphane Sarrazin, Pedro Lamy e Sébastien Bourdais arrivare secondi assoluti, mentre la vettura gemella è costretta al ritiro nelle ultime battute di gara ad 1 ora e 30 minuti dal termine mentre occupava la seconda posizione.
Nell'ambito del campionato Le Mans Series (LMS), la Peugeot vince tutte le sei prove di campionato con le due 908 LMP1. Il titolo arriva all'ultima prova, la 1000 km di Interlagos. Nonostante qualche inconveniente tecnico, in ogni gara è sempre una delle due vetture a conquistare il gradino più alto del podio; il titolo piloti va alla coppia Pedro Lamy e Stéphane Sarrazin.

### Stagione sportiva 2008

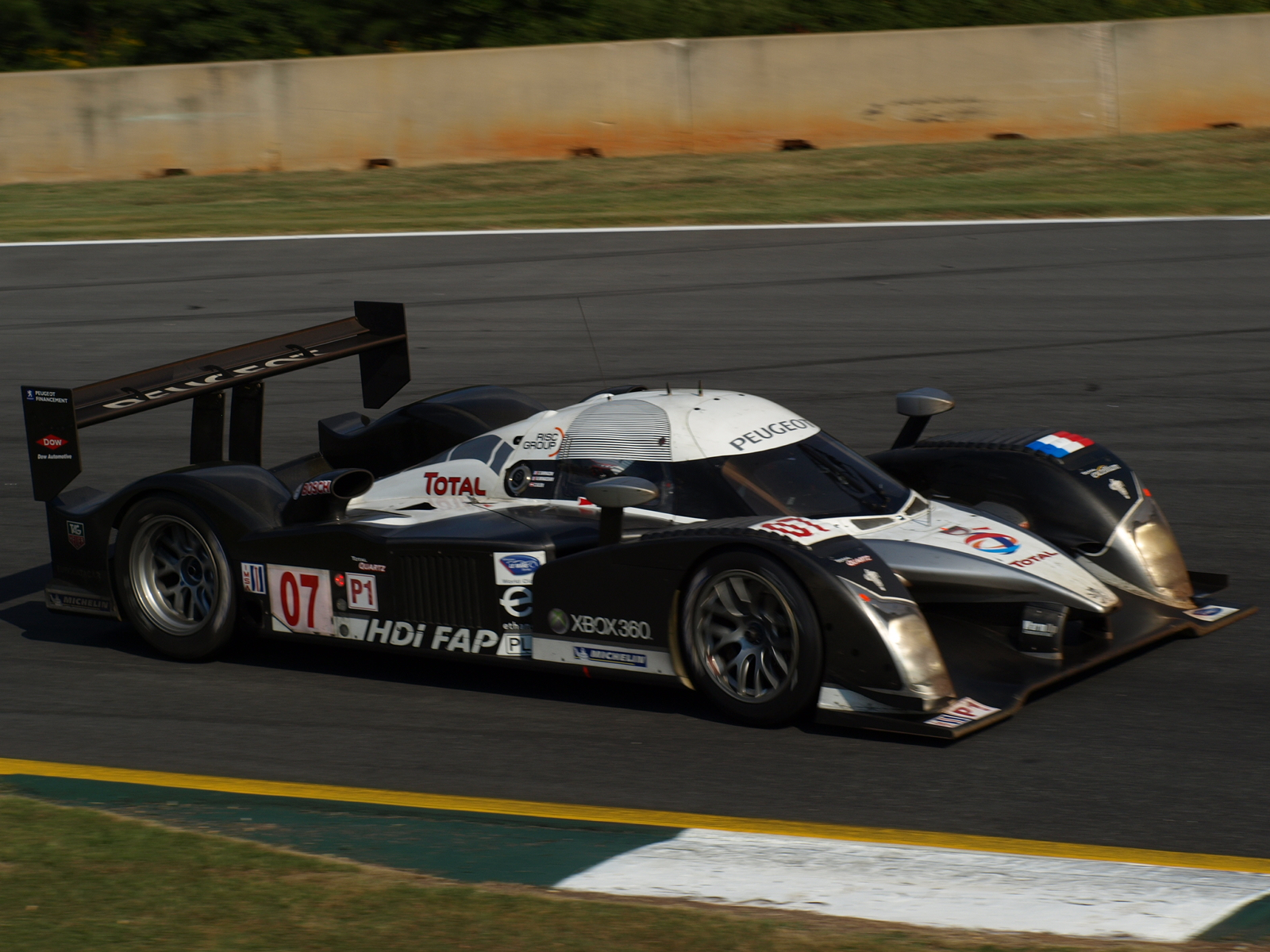
La Peugeot 908 alla Petit Le Mans 2008

Nel 2008 la Peugeot partecipa alla 12 Ore di Sebring, prima prova del campionato statunitense ALMS, con una sola 908; questo per verificare i progressi della vettura in vista della 24 Ore di Le Mans. Nelle prove libere fa segnare i migliori tempi, in qualifica ottiene la seconda posizione, in gara subito dopo la partenza prende il comando fino a quando, a metà gara, emergono problemi al sistema idraulico che impongono una lunga sosta forzata ai box per sostituire alcuni particolari; la vettura scivola quindi in classifica e conclude la gara in 12ª posizione.
Alla 24 Ore di Le Mans vengono schierate tre vetture ufficiali. Sin dalle prove si nota la loro netta superiorità velocistica, tanto che Stéphane Sarrazin sigla una pole-position record di 3 min 18,513 secondi (quasi 8 secondi inferiore al tempo segnato l'anno prima e le tre Peugeot 908 e battendo largamente il record precedente (3 min 21,209 s) detenuto dalla Peugeot 905 di Philippe Alliot nel 1992) e monopolizzano i primi tre posti in griglia di partenza. Nelle prime fasi di gara si assiste alla fuga delle Peugeot; solo una delle Audi R10 TDI riesce ad arginare il predominio. Poi, mentre Sarrazin conduceva la gara, insorgono problemi al cambio che costringono il prototipo a fermarsi per delle riparazioni; in vetta alla classifica inizia una dura lotta tra due Peugeot e l’Audi che si alternano al comando. All'imbrunire, l'altra 908 esce di pista insabbiandosi e perdendo alcuni minuti per ripartire. Durante la notte inizia a piovere e le 908 non riescono ad esprimersi al meglio in condizioni di bagnato, l'Audi R10 riesce a conservare un discreto margine sempre inferiore ad un giro e vince la gara; due Peugeot 908 arrivano invece in seconda e terza posizione.
La squadra Peugeot vince le prime 4 delle 5 prove del campionato Le Mans Series (LMS), ma non è sempre lo stesso equipaggio a vincere, perciò, fino all'ultima corsa, anche la squadra Audi (sempre a podio) resta in lizza per il titolo, che alla fine farà proprio. Infatti, durante l'ultima corsa (la 1.000 km di Silverstone) Minassian esce di pista e distrugge una 908, mentre l'altra vettura gemella guidata da Sarrazin è costretta ad una lunga sosta per riparare i danni riportati in un contatto con l'Audi di Capello e accusa un forte ritardo. Audi conquista quindi sia il titolo costruttori sia quello piloti, sovvertendo i favori dei pronostici che erano tutti per la Peugeot.
In ottobre la Peugeot partecipa anche alla Petit Le Mans sul circuito di Road Atlanta. La squadra schiera solamente una vettura che, dopo aver siglato la pole position ed il giro veloce, non è però in grado di vincere la maratona, arrivando seconda a soli 4 secondi di distacco dall'Audi R10.

### Stagione sportiva 2009
Il team Peugeot Sport per la stagione sportiva 2009 ha come unico obiettivo la vittoria a Le Mans, per prepararsi al meglio in vista della maratona francese, partecipa alla 12 Ore di Sebring con 2 vetture, di cui una giunge seconda assoluta con l'equipaggio Sarrazin-Bourdais-Montagny, mentre l'altra dopo aver manifestato problemi al cambio conclude in quinta posizione una gara vinta dalla debuttante Audi R15 TDI.
In Europa non partecipa al campionato LMS, presentandosi esclusivamente alla 1000 km di Spa con 2 vetture come test di preparazione per la 24 Ore di Le Mans, dominando tutto il week-end, alla fine vince l'equipaggio formato da Christian Klien, Simon Pagenaud e Nicolas Minassian, la seconda vettura, quella dell'equipaggio formato da Marc Gené, David Brabham e Alex Wurz conclude in decima posizione per un contatto e uno stop and go di 4 minuti.

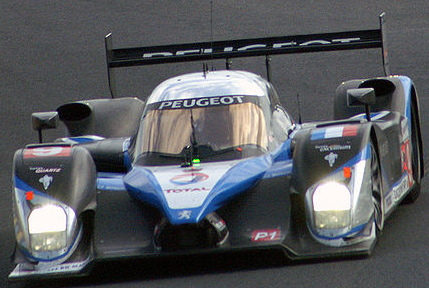
La Peugeot 908 #9 vincitrice della 24 Ore di Le Mans

Alla 24 Ore di Le Mans 2009, vengono schierate tre vetture ufficiali, per contrastare più efficacemente le squadre Audi e Aston-Martin Peugeot affida anche una 908 semi-ufficiale alla Pescarolo Sport. Nelle qualificazioni la 908 fa segnare il miglior tempo, nel warm-up le 908 segnano i tempi più veloci. La gara è molto combattuta, non priva di errori e noie tecniche, viene condotta dalle Peugeot a ritmi molto sostenuti, costantemente più veloci delle Audi R15 TDI, al traguardo la 908 di Marc Gené, David Brabham e Alex Wurz vince la gara, mentre seconda arriva la vettura gemella dell'equipaggio Sarazzin-Bourdais-Montagny distaccata di un solo giro, sesto posto per la 908 di Klien-Minassian-Lamy attardata per uno scontro ai box con la 908 del team Pescarolo di Pegenaud-Boullion-Treluyer durante la prima sosta ai box, quest'ultima vettura si ritira durante la notte per incidente dovuto ad un fuoripista.
L'ultima corsa della stagione 2009 che vede al via le Peugeot è la Petit Le Mans di Road Atlanta, le 2 vetture schierate dal team francese partono appaiate in prima fila, contendendosi le prime posizioni con le Audi R15, ma nel corso della gara delle condizioni meteorologiche avverse rendono la pista bagnata e sempre più insidiosa, tanto che dopo solo 5 ore di gara, mentre le 2 Peugeot 908 sono in testa, la corsa viene sospesa prima momentaneamente e poi in via definitiva data la persistenza di intense precipitazioni piovose. La vittoria va all'equipaggio Montagny-Sarrazin davanti a i compagni Lamy-Minassian.

### Stagione sportiva 2010

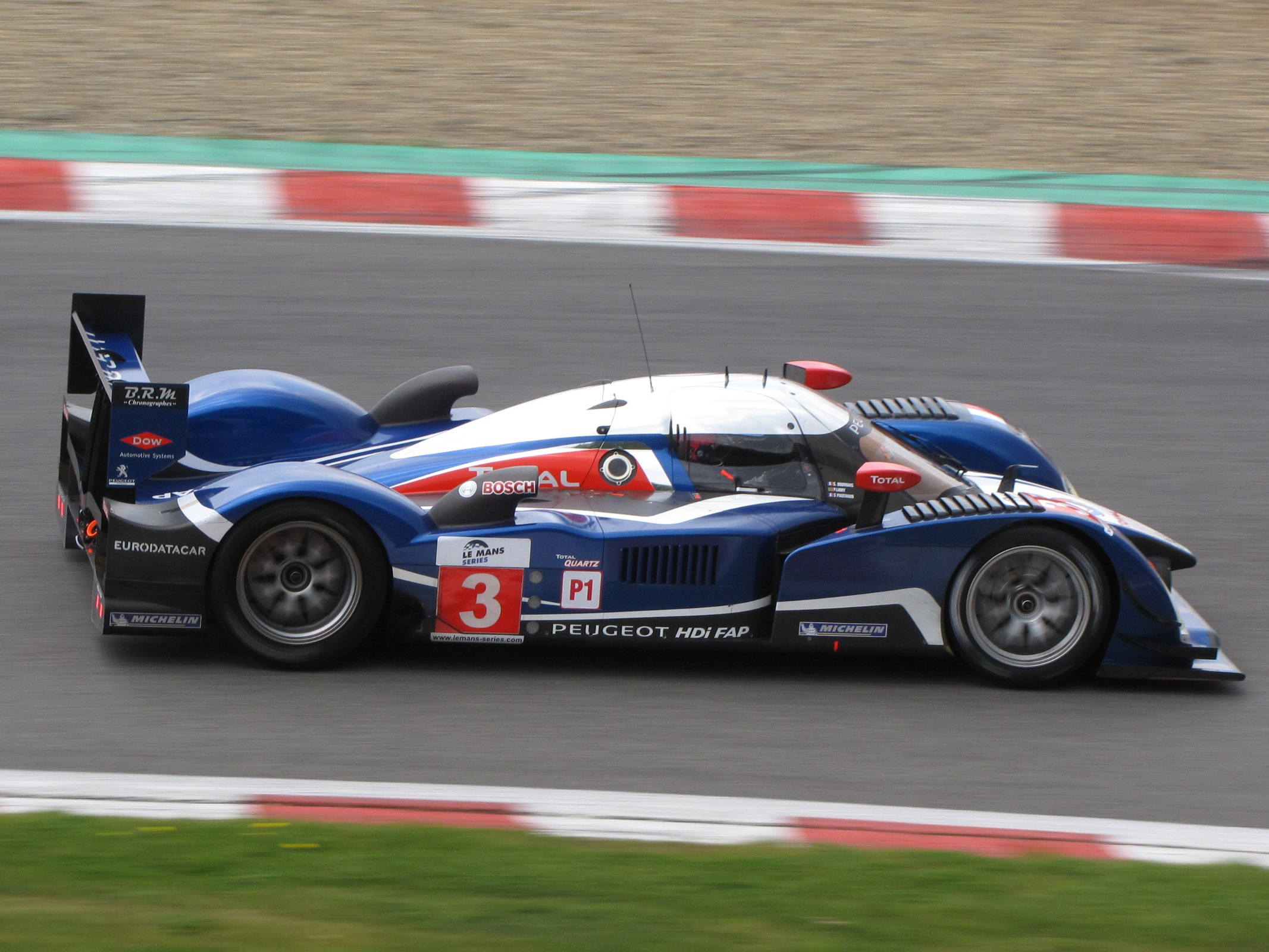
La Peugeot 908 vincitrice della 1000 km di Spa 2010

Nel 2010 la Peugeot inizia la propria stagione sportiva partecipando con due vetture alla 12 Ore di Sebring, gara nella quale ottiene una doppietta, a vincere è l'equipaggio composto da Marc Gené, Anthony Davidson e Alex Wurz, davanti alla vettura gemella di Minassian-Lamy-Bourdais.
In maggio il team Peugeot disputa la 1000 km di Spa con tre vetture ufficiali, ottenendo il 1º e il 2º posto finali, a vincere è il trio formato da Bourdais-Lamy-Pagenaud, partiti dalla pole position.
Alla 24 Ore di Le Mans partecipano 4 Peugeot 908 HDi: tre ufficiali e una privata, schierata dal team Oreca, in qualifica le vetture francesi ottengono i primi quattro posti in griglia, seguite dalle 3 Audi. Nelle prime fasi di gara, le 4 Peugeot vanno in fuga imponendo un ritmo sostenuto, tuttavia dopo due ore e mezza la vettura #3 di Lamy-Bourdais-Pagenaud, che era partita in pole-position e che era in testa alla corsa, è costretta al ritiro per rottura del supporto della sospensione; dopo 16 ore la #2 di Minassian-Sarrazin-Montagny si ferma per problemi al motore e nelle ultime due ore di corsa anche le altre due 908 sono costrette al ritiro per lo stesso inconveniente, cioè la rottura delle nuove bielle in titanio dei V12 Peugeot che non hanno retto per tutto l'arco della gara, disputata in condizioni meteo di asciutto e fresco, con poche neutralizzazioni perciò sempre a ritmi elevati. Nonostante la superiorità dimostrata nelle prove cronometrate, tutte le vetture francesi si ritirano per problemi tecnici "lasciando" la vittoria alle Audi, che monopolizzano il podio con la loro R15 TDI plus.
La Peugeot, inoltre, prende parte alla 1000 km di Silverstone, ultimo appuntamento del campionato Le Mans Series e prima gara dell'ILMC; vince la 908 guidata da Minassian e da Davidson, mentre la Peugeot del Team Oreca Matmut giunge al 2º posto. Grazie a questi risultati Peugeot vince il campionato costruttori e quello piloti, con Stéphane Sarrazin; il Team Oreca conquista il primo posto nella classifica a squadre.
La Peugeot partecipa con 2 vetture anche alla Petit Le Mans di Road Atlanta, gara valida per l'ILMC: partite dalla prima fila, ottengono il 1º e il 2º posto assoluti in gara, vince l'equipaggio composto da Montagny-Sarrazin-Lamy davanti ai compagni Gené-Wurz-Davidson. In novembre con la vittoria di Stéphane Sarrazin e Franck Montagny alla 1000 km di Zhuhai, la Peugeot vince così tutte e 3 le prove della ILMC e per tanto vince la prima edizione di questo nuovo campionato.

### Stagione sportiva 2011

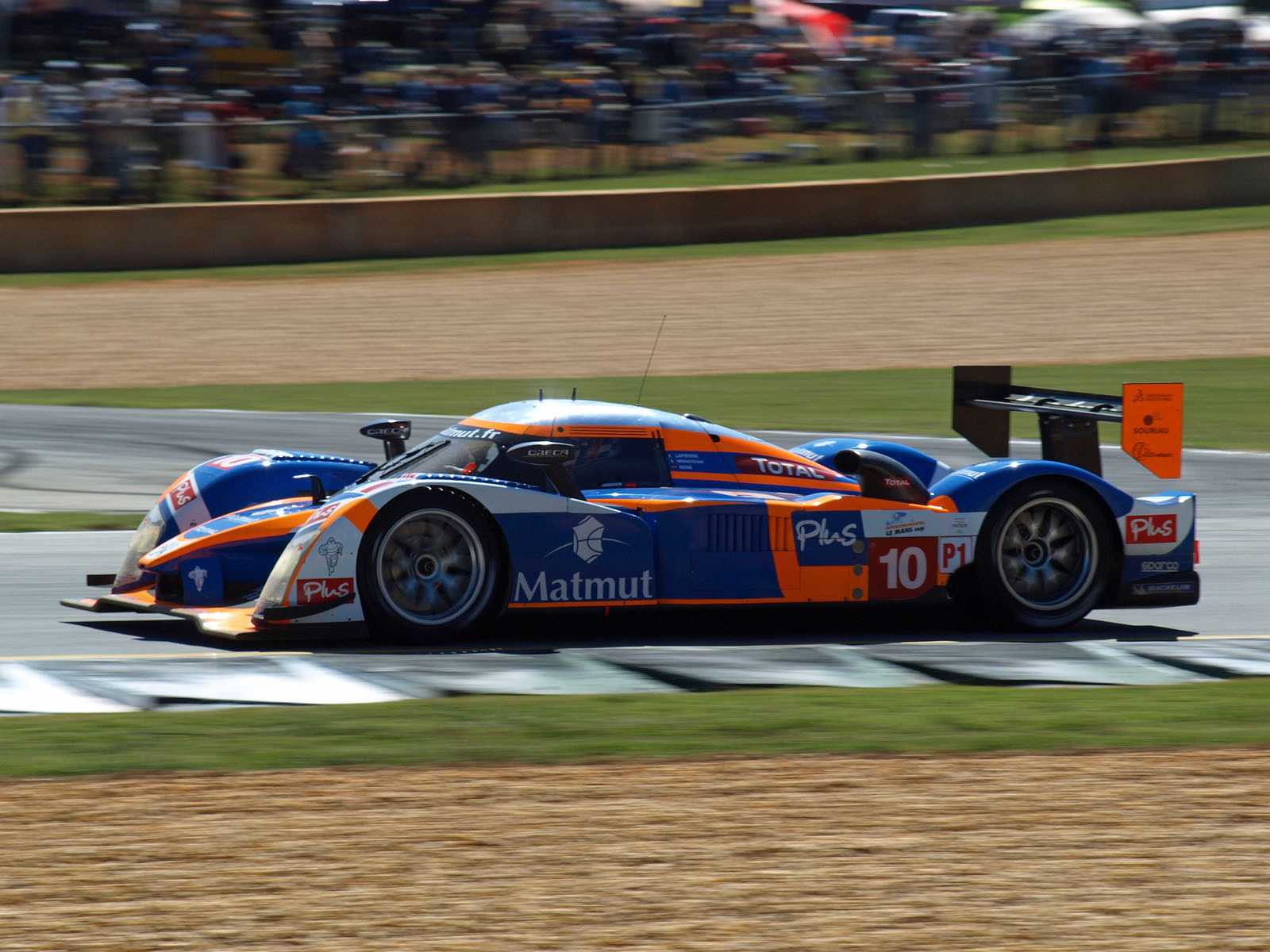
La 908 gestita dal team Oreca

Nel 2011, in seguito ad un cambio nei regolamenti tecnici, la squadra ufficiale Peugeot Sport costruisce e schiera le nuove Peugeot 908 in sostituzione della 908 HDi che continua a gareggiare (anche se limitata nelle prestazioni) per mezzo del team francese Oreca che la schiera nell'Intercontinental Le Mans Cup. Alla 12 Ore di Sebring, prova d'apertura della serie (contestualmente valida anche per l'ALMS), la vettura pilotata da Olivier Panis, Loic Duval e Nicolas Lapierre ottiene la vittoria. Nella 24 ore di Le Mans del 2011 la vettura gestita dall'Oreca conquista un quinto posto assoluto e primo degli equipaggi privati. Alla Petit Le Mans la vettura conclude la sua carriera con un secondo posto.

## Palmarès
- 2007
  - Campione piloti e costruttori LMS; 6 vittorie: Monza, Valencia, Nurburgring, Spa, Silverstone e Interlagos
  - 2º posto alla 24 Ore di Le Mans
- 2008
  - 2º posto campionato LMS (piloti e costruttori); 4 vittorie: Catalunya, Monza, Spa, Nurburgring
  - 2º e 3º posto alla 24 Ore di Le Mans
  - 2º posto alla Petit Le Mans di Road Atlanta (ALMS)
- 2009
  - 2º posto alla 12 Ore di Sebring (ALMS)
  - 1º posto alla 1000 km di Spa LMS
  - 1º e 2º posto alla 24 Ore di Le Mans
  - 1º e 2º posto alla Petit Le Mans di Road Atlanta (ALMS)
- 2010
  - 1º e 2º posto alla 12 Ore di Sebring (ALMS)
  - Campione piloti e costruttori LMS; 3 vittorie: Spa, Algarve e Silverstone
  - 1º e 2º posto alla Petit Le Mans di Road Atlanta (ALMS)
  - Campione costruttori ILMC; 3 vittorie: Silverstone, Petit Le Mans e 1000 km di Zhuhai.
- 2011
  - 1º posto alla 12 Ore di Sebring (Intercontinental Le Mans Cup/ALMS)